# Elattostachys tetraporandra
Elattostachys tetraporandra är en kinesträdsväxtart som beskrevs av Ludwig Radlkofer. Elattostachys tetraporandra ingår i släktet Elattostachys och familjen kinesträdsväxter. Inga underarter finns listade i Catalogue of Life.